# Marienkapelle (Sigratsbold)

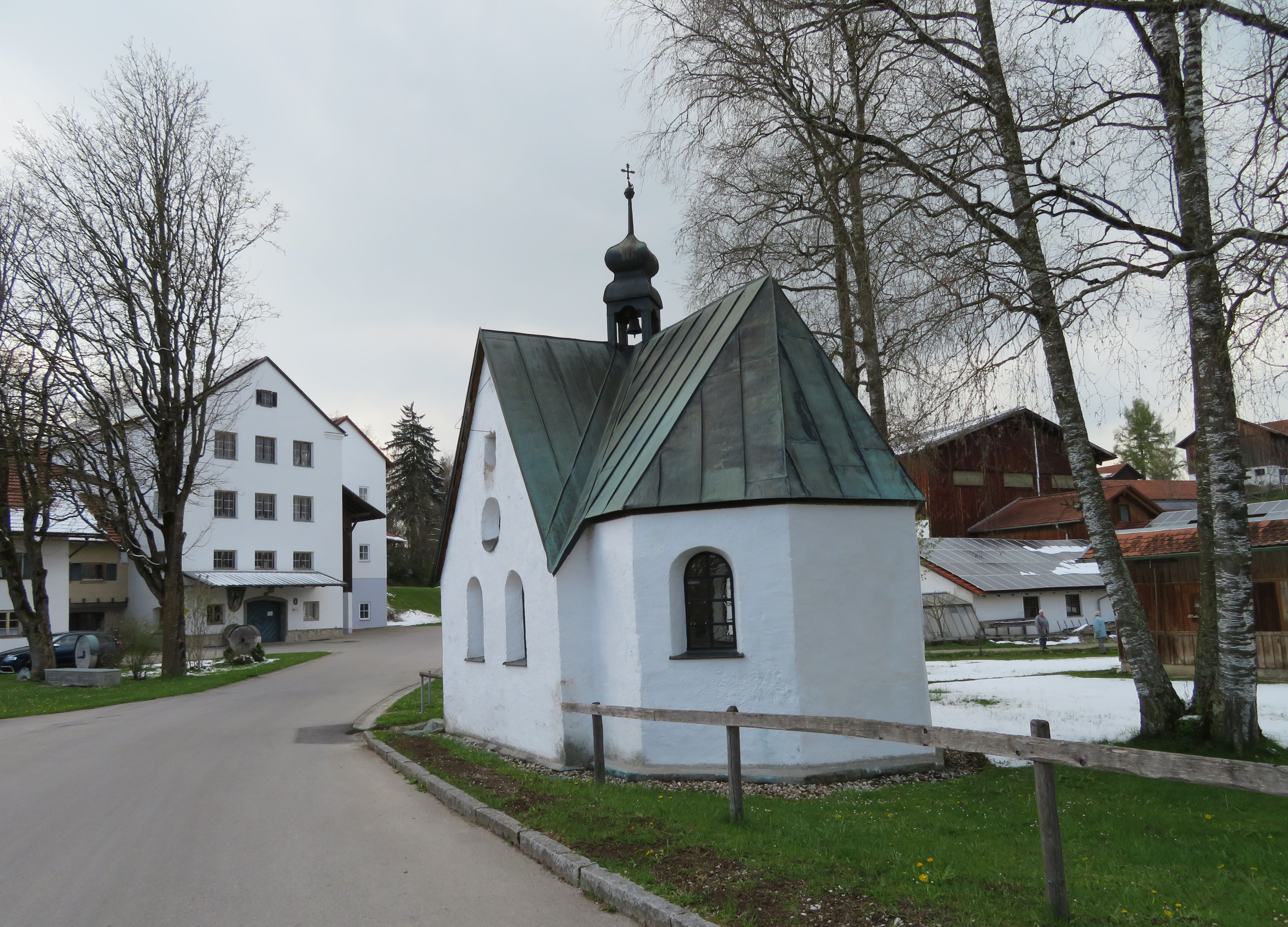
Marienkapelle, im Hintergrund ein Teil der Mühlengebäude von Sigratsbold

Die Marienkapelle im Lengenwanger Ortsteil Sigratsbold ist eine denkmalgeschützte Privatkapelle.

## Geschichte und Beschreibung
Die Kapelle wurde von Niclas Berckmiller im Jahr 1663 errichtet. Laut einer Votivtafel stattete er damit den Dank für eine wunderliche Eingebung ab. Im Jahr 1883 wurde die Kapelle renoviert, 1949 erhielt sie ein Kupferdach.
Das Deckengemälde der Kapelle zeigt die Krönung Mariens.